# Ryan Provincial Park
Ryan Provincial Park är en park i Kanada.   Den ligger i provinsen British Columbia, i den södra delen av landet, 3 000 km väster om huvudstaden Ottawa. Ryan Provincial Park ligger 885 meter över havet.
Terrängen runt Ryan Provincial Park är kuperad åt sydväst, men åt nordost är den bergig. Ryan Provincial Park ligger nere i en dal. Trakten runt Ryan Provincial Park är nära nog obefolkad, med mindre än två invånare per kvadratkilometer.. Närmaste större samhälle är Yahk, 6,6 km sydväst om Ryan Provincial Park.
I omgivningarna runt Ryan Provincial Park växer i huvudsak barrskog.